# Верхняя Поржема
Верхняя Поржема — деревня в Устьянском районе Архангельской области. Входит в состав муниципального образования «Октябрьское».

## География
Деревня расположена в южной части Архангельской области, в таёжной зоне, в пределах северной части Русской равнины, на северо-востоке от посёлка Октябрьский, на правом берегу реки Устья, притока Ваги. Ближайшие населённые пункты: на западе деревня Бываловская.
Часовой пояс
Верхняя Поржема, как и вся Архангельская область, находится в часовой зоне МСК (московское время). Смещение применяемого времени относительно UTC составляет +3:00.

## Население
| 2002 | 2010 | 2012 |
| ---- | ---- | ---- |
| 9    | ↗16  | ↗17  |

## История
Указана в «Списке населённых мест по сведениям 1859 года» в составе 2-го стана Вельского уезда Вологодской губернии под номером «2432» как «Поржема Верхняя». Насчитывала 15 дворов, 41 жителя мужского пола и 48 женского.
В материалах оценочно-статистического исследования земель Вельского уезда упомянуто, что в 1900 году в административном отношении деревня входила в состав Тарасонаволоцкого сельского общества Камкинской волости. На момент переписи в селении Поржема Верхняя находилось 21 хозяйство, в которых проживало 53 жителя мужского пола и 71 женского.